# Carex lyngbyei
Carex lyngbyei Hornem. es una especie de planta herbácea de la familia de las ciperáceas.

## Hábitat y distribución
Es nativa de la costa oeste de América del Norte desde Alaska a California, donde "es la más común de las juncias de marismas costeras del Pacífico."  También se encuentran en Groenlandia e Islandia. Crece en el hábitat con agua salobre, como las marismas de agua salada.

## Descripción
Esta juncia produce tallos de 25 cm a más de un metro de altura desde una red de largos rizomas.  Las hojas tienen vainas de color marrón rojizo, que no tiene manchas. La inflorescencia se produce rígida con púas en los pedúnculos. El fruto está recubierto en un saco de cuero marrón amarillento llamado perigynium.  Esta es  pionera de las especies, es una de las primeras plantas para colonizar el barro de planicies que cubre la marea.

## Taxonomía
Carex lyngbyei fue descrita por  Jens Wilken Hornemann y publicado en Flora Danica 11(32): 6, pl. 1888. 1827.
Etimología
Ver: Carex
Sinonimia
- Carex maritima subsp. lyngbyei (Hornem.)  (1882).
- Carex cryptocarpa C.A.Mey. (1831).
- Carex scouleri Torr. (1836).
- Carex salina Boott in Hook. (1839), nom. illeg.
- Carex steenstrupii Liebm. (1840).
- Temnemis scouleri (Torr.) Raf. (1840).
- Carex capillipes Drejer (1841).
- Carex filipendula Drejer (1841).
- Carex filipendula var. concolor Drejer (1841).
- Carex filipendula var. littoralis Drejer (1841).
- Carex filipendula var. variegata Drejer (1841).
- Carex romanzowiana Cham. ex Steud. (1855).
- Carex halophila subsp. cryptocarpa (C.A.Mey.) Nyman (1882).
- Carex macounii A.Benn. in Macoun (1888), nom. illeg.
- Carex salina var. robusta L.H.Bailey (1888).
- Carex cryptocarpa var. pumila L.H.Bailey (1889).
- Carex maritima subsp. capillipes (Drejer) K.Richt. (1890).
- Carex maritima subsp. cryptocarpa (C.A.Mey.) K.Richt. (1890).
- Carex salina var. concolor (Drejer) Almq. (1891).
- Carex qualicumensis L.H.Bailey (1893).
- Carex cryptocarpa var. variegata (Drejer) Britton (1894).
- Carex prionocarpa Franch. (1895).
- Carex salina f. filipendula (Drejer) Almq. in Hjelt (1895).
- Carex lyngbyei var. capillipes (Drejer) Kük. in H.G.A.Engler (ed.) (1909).
- Carex lyngbyei var. prionocarpa (Franch.) Kük. in H.G.A.Engler (ed.) (1909).
- Carex lyngbyei var. variegata (Drejer) Kük. in H.G.A.Engler (ed.) (1909).
- Carex pedunculifera Kom. (1914).
- Carex riabushinskii Kom. (1914).
- Carex behringensis Gand. (1919 publ. 1920), nom. illeg.
- Carex lyngbyei subsp. cryptocarpa (C.A.Mey.) Hultén (1927).
- Carex lyngbyei subsp. phenocarpa Akiyama (1933).
- Carex lyngbyei var. gigas Hultén (1937).
- Carex lyngbyei var. robusta (L.H.Bailey) Cronquist (1969).[4]